# The Vice of Fools
The Vice of Fools è un film muto del 1920 diretto da Edward H. Griffith che aveva come interpreti Alice Joyce, Ellen Cassidy, Robert Gordon, Raymond Bloomer, William H. Tooker. 
Prodotto e distribuito dalla Vitagraph Company of America, il film uscì nelle sale nel novembre 1920.

## Trama
La signora Rogers disapprova la relazione che sua figlia Marion intrattiene con Cameron West e il suo intervento provoca la rottura tra i due innamorati. Mentre Marion, restandogli fedele, continua a pensare a Cameron, questi, al contrario, non ha problemi a frequentare altre donne. Infatuato di Diana Spaulding, una giovane e civettuola debuttante, finisce per sposarla. Diana, che il matrimonio non ha in alcun modo contribuito a rendere saggia, continua a folleggiare allegramente. Una sera, Marion la sente per caso mentre pianifica una fuga d'amore con uno dei suoi corteggiatori, il playboy Granville Wingate. Preoccupata per la felicità coniugale di Cameron, prima che avvenga l'irreparabile, Marion si presenta da Wingate, riuscendo a convincerlo ad abbandonare i suoi piani e a lasciare in pace Diana. Cameron, al quale l'ex fidanzata voleva evitare il dolore di scoprire l'infedeltà della moglie, scopre comunque tutto. Rendendosi conto del comportamento irresponsabile di Diana, realizza finalmente di essersi preso una sbandata per la persona sbagliata: lascia la moglie, ottiene il divorzio e poi, da uomo libero, torna dalla donna che ama veramente.

## Produzione
Il film fu prodotto dalla Vitagraph Company of America e dalla Alice Joyce Productions.

## Distribuzione
Il copyright del film, richiesto dalla The Vitagraph Co. of America, fu registrato il 17 settembre 1920 con il numero LP15550.
Distribuito dalla Vitagraph Company of America, il film uscì nelle sale statunitensi nel novembre 1920.
Non si conoscono copie ancora esistenti della pellicola che viene considerata presumibilmente perduta.